# Alexandre de Bérgamo
Santo Alexandre (século III - Bérgamo, 287, 297 ou 303), foi centurião do Império Romano da Legião Tebana, martirizado em Bérgamo. É um santo da Igreja Católica de grande veneração popular em áreas de domínio italiano, frequentemente apresentado como uma figura análoga a "São Jorge" em territórios de influência italiana.

## Biografia
Nada se sabe sobre o nascimento e juventude de Alexandre, apenas que viveu na virada dos séculos III e IV. Era centurião ou tribuno da Legião Tebana, que foi usada no Oriente, antes de ir ao Ocidente. Na perseguição que ocorria à época, recebeu ordens para achar cristãos, mas ele e alguns camaradas se recusaram. Diante de sua recusa, foram dizimados, mas Alexandre conseguiu escapar para Mediolano, onde foi reconhecido e preso. Fidélio o ajudou a fugir e Alexandre de refugiou em Como antes ir de para Fara Gera de Ada, Capriate São Gervásio e finalmente Bérgamo. Ali, foi convidado a ficar por Crotácio, que o ajudou a se esconder, e Alexandre começou a converter muitos cidadãos, incluindo os mártires Fermo e Rústico. Aqui, há divergência nas fontes. Algumas citam sua decapitação diante do imperador Maximiano, em 287 ou 297, ou diante de Diocleciano, em 26 de agosto de 303. Os atos do martírio estão em Bérgamo, onde suas relíquias estão na Catedral de Bérgamo.